# Ponte Binacional Franco-Brasileira
A Ponte Binacional Franco-Brasileira atravessa o rio Oiapoque, ligando as cidades de Oiapoque, no Amapá, Brasil, e São Jorge do Oiapoque (Saint-Georges-de-l'Oyapock) na Guiana Francesa, França. É uma ponte estaiada com duas torres de de 83 metros de altura e um comprimento de 378 metros. Existem duas faixas para veículos com uma largura total de nove metros  e uma calçada para pedestres com uma largura de 2,5 metros.
Sua construção foi concluída em agosto de 2011. No entanto, devido a atrasos na construção das instalações brasileiras de controle, a ponte não ficou aberta ao tráfego por muitos anos.  A cerimônia de inauguração da ponte finalmente ocorreu em 18 de março de 2017. A partir das 8h00 de 20 de março de 2017, a ponte foi aberta ao público.
A estrutura é gratuita e é acessível para carros particulares e pedestres. No lado francês, há um posto de controle de fronteira com três agências governamentais: a Polícia de Fronteiras, as Alfândegas e a Diretoria de Alimentos, Agricultura e Florestas. O ponto de verificação de fronteira está aberto durante o período das 8h00 às 12h00 e das 14h00 às 18h00 nos dias úteis e das 8h00 às 12h00 aos sábados. O posto de fronteira fica fechado aos domingos e feriados brasileiros.
Até que os postos fronteiriços brasileiros sejam concluídos, somente veículos de passageiros (não veículos de carga ou veículos de transporte público) têm acesso permitido. Como o lado brasileiro da ponte não possui funcionários, os viajantes que chegam ao Brasil devem parar nos escritórios da Receita Federal e da Polícia Federal em Oiapoque para regularizar sua entrada. Com a ponte aberta ao tráfego, agora é possível dirigir de Caiena a Macapá, capital do estado brasileiro do Amapá, embora partes da rodovia federal BR-156 no lado brasileiro ainda estejam para ser pavimentadas (dos 600 km entre Oiapoque e Macapá, cerca de 105 km ainda não foram pavimentados).

## História

### Projeto e construção

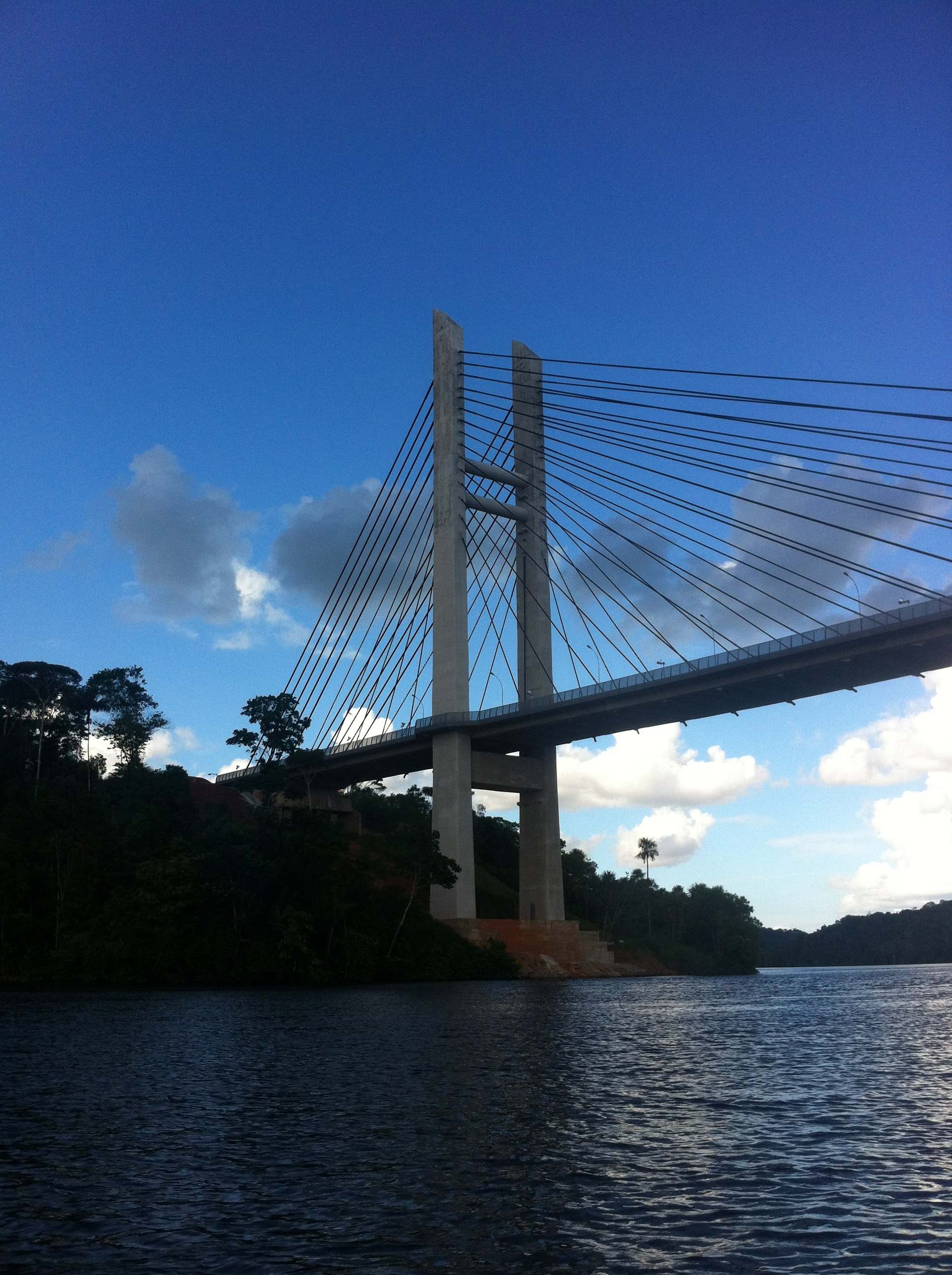
Uma das torres da ponte.

Embora a ponte tenha sido anunciada oficialmente em 1997, foi apenas após quase dez anos de estagnação e negociações que um modelo da ponte entre a França e o Brasil foi finalmente revelado pelo presidente francês Nicolas Sarkozy e pelo presidente brasileiro Luiz Inácio Lula da Silva em 14 de fevereiro de 2008. A construção da ponte foi realizada em parceria entre a EGESA e o Consórcio Metropolitano de Transportes (CMT), ambos com sede em Brasília. A Fundação Professor Carlos Augusto Bittencourt (FUNCAB, com sede na cidade de Niterói, no Rio de Janeiro) foi contratada para supervisionar a engenharia ambiental do projeto, para que a construção da ponte não prejudique o meio ambiente. A ponte faz parte do Centro de Escudos Guianeses da Iniciativa para a Integração da Infraestrutura Regional Sul-Americana.
A construção dessa ponte ocorreu após a assinatura de um tratado internacional entre a França e o Brasil em julho de 2005. Além disso, a conexão entre a Rota N2 e a BR-156 foi uma iniciativa realizada no âmbito do projeto de infraestrutura do Plano de Aceleração do Crescimento (PAC). A BR-156 foi concebida como fator de desenvolvimento e uma iniciativa de segurança nacional. Nas palavras do pioneiro, empresário e engenheiro de Walter do Carmo, envolvido ativamente no projeto, "a rodovia federal BR-156 foi planejada para estabelecer a junção terrestre entre a bacia do rio Amazonas, ao sul de Macapá e a bacia do rio Oiapoque, na fronteira norte do Brasil com Guiana Francesa". 
Essa ponte é a primeira travessia terrestre (as balsas são usadas historicamente) ao longo da fronteira entre a França e o Brasil e, de fato, é a primeira travessia terrestre entre a Guiana Francesa e seus vizinhos no norte da América do Sul. Atualmente, existe uma boa balsa que atravessa o rio Maroni entre a Guiana Francesa e o Suriname e que liga Albina, no Suriname, a Saint-Laurent-du-Maroni, na Guiana Francesa. Também é possível viajar de Albina para Georgetown, na Guiana, por rodovia; há planos para construir uma ponte entre o Suriname e a Guiana, substituindo a balsa atual. Para a Venezuela, só se pode viajar por mar, mas está planejada uma ligação rodoviária. Nesse caso, será possível dirigir de Macapá à Venezuela e Colômbia com apenas uma travessia de balsa. 

### Imbróglio

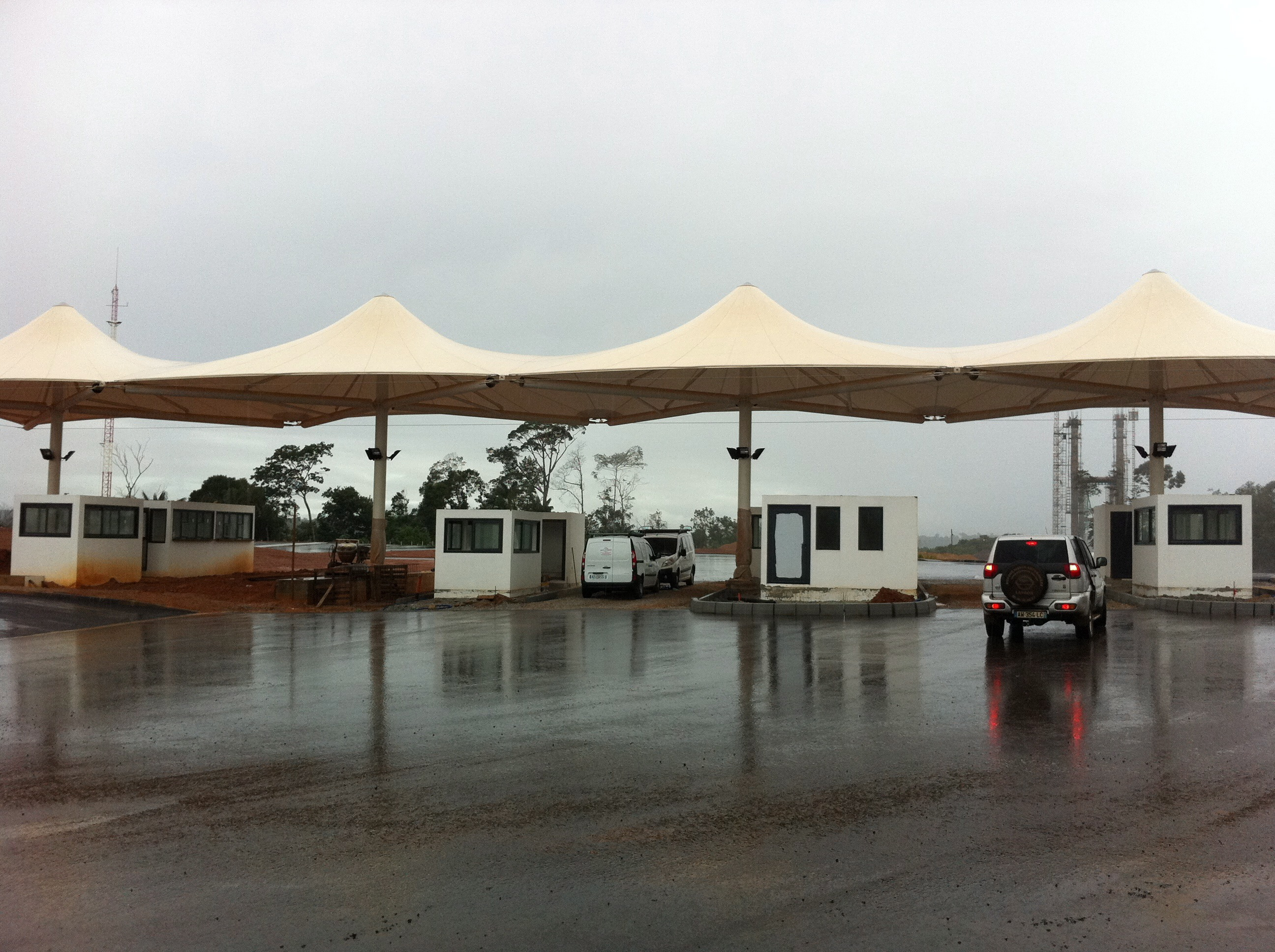
Postos de controle na fronteira.

Embora a Ponte Oiapoque tenha sido concluída no início de 2012 ela permaneceu fechada, pois a estrada no lado brasileiro não estava completamente asfaltada. Em abril de 2013, a abertura estava prevista para o final de 2013, mas em janeiro de 2015 a ponte ainda não havia sido aberta devido a atrasos na construção da alfândega brasileira, e nenhuma data de abertura estava prevista.  Outro motivo para a demora na abertura da ponte, identificada pelo senador brasileiro João Capiberibe, foi a falta de reciprocidade referente aos requisitos de visto para cidadãos brasileiros e franceses que entraram no território um do outro (os franceses poderiam entrar no Brasil sem visto por até três meses, enquanto os brasileiros precisavam obter um visto para entrar na Guiana Francesa, um requisito justificado pelo governo francês com base nos altos níveis de imigração ilegal por brasileiros que trabalham como garimpeiros na Guiana Francesa). Em 2014, os governos brasileiro e francês chegaram a um acordo que permite que os residentes de Oiapoque e Saint-Georges-de-l'Oyapock solicitem um cartão de passagem de fronteira local (carte de frontalier), permitindo-lhes visitar a cidade um do outro isentos de vistos por até 72 horas (mas não para o interior). O cartão de passagem de fronteira local tem validade máxima de 2 anos e contém um chip biométrico; pode ser usado para atravessar a fronteira sem a necessidade de apresentar um passaporte brasileiro. O acordo entrou em vigor em 1 de janeiro de 2015 e, a partir de 1 de outubro de 2015, mais de 200 cartões foram emitidos para cidadãos brasileiros residentes em Oiapoque. De acordo com o governo francês, o governo brasileiro estava "amplamente satisfeito" com esse acordo (embora tenha ficado aquém da reciprocidade total da isenção de visto). 

### Inauguração

Mapa da ligação rodoviária entre o Amapá e a Guiana Francesa.

Embora o posto de controle brasileiro ainda não tenha sido concluído e a reciprocidade total de isenção de visto ainda não tenha sido alcançada, devido à pressão do governo francês, a ponte foi inaugurada em 18 de março de 2017 na presença de funcionários do Brasil e da Guiana Francesa.
A ministra francesa Ségolène Royal originalmente deveria comparecer à cerimônia de inauguração, mas não pôde ir. O motivo oficial de sua ausência na cerimônia de inauguração foi que sua contraparte brasileira não estaria presente, mas a mídia local sugeriu que o motivo real eram os vários protestos que ela enfrentou durante sua visita à Guiana Francesa, o que a levou a interromper sua visita ao departamento ultramarino e voar de volta para Paris em 17 de março de 2017.
Em março de 2017, espera-se que o posto de controle brasileiro esteja concluído e operacional até setembro de 2017, quando haverá uma abertura 'completa' da ponte.  